# 曾志豪 (主持人)

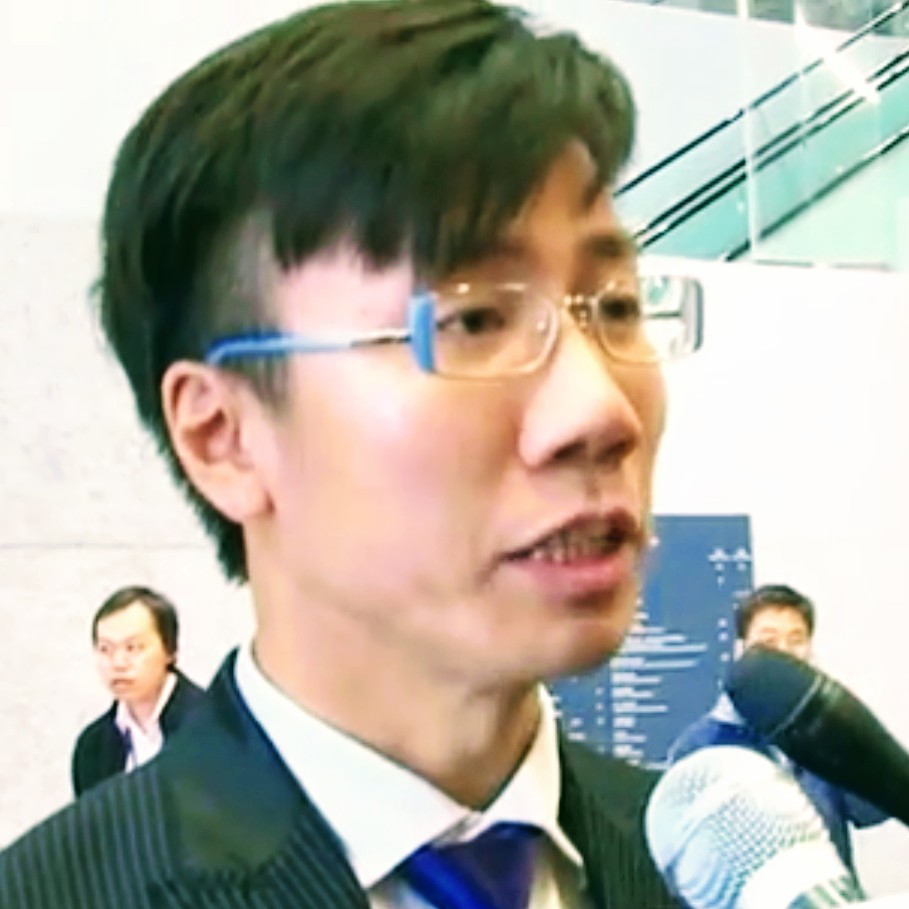
曾志豪（2013年）

曾志豪 （前英文名Gary，1978年11月22日—），香港傳媒人， 曾經擔任香港電台節目主持，於電視節目《頭條新聞》中飾演徐副官、小豪子等角色，與吳志森飾的大帥、太后等一同諷刺時弊。亦是有線新聞已停播節目《周日不講理》（後名《Sunday有理講》）主持人。

## 簡介
曾志豪早年就讀德信學校（小五及小六）和東華三院張明添中學。及後畢業於香港浸會大學傳理學院中文系。
2002年憑藉《自由風‧自由Phone》︰暴力抗爭的悲劇-六七暴動的啟示The tragedy of violent protest（編導及採訪：陳燕萍、曾志豪．監製：陳耀華）獲得第七屆人權新聞獎中文電台組(冠軍) 。
2017年《頭條新聞》更改了「太后與小豪子」的環節，曾以「大帥來了」取代。吳志森以大帥造型出現，曾志豪扮演徐副官。
曾志豪曾是香港電台節目《時事沙龍》（接替胡世傑）、《無火主席》、《公民社會》（一台時期，2003年9月17日-2008年9月12日）、《瘋show快活人》和《中女宅男殺很大》的主持之一。
2011年梁思浩離開節目，曾多次點名指遭受曾志豪與拍檔貴花田出賣，鄭經翰亦指其「反骨仔」。曾志豪曾撰文諷刺鄭有僭建問題，鄭在報章開火，二人筆戰。
他也定期在明報、蘋果日報、信報、爽報、AM730、都市日報等報刊撰寫專欄，為香港產量甚高的專欄作家。
曾出版書籍，包括《大國勃起》、《抽乾香港》、《中女挑宅男》。曾任陳淑莊棟篤笑嘉賓。
曾與陳嘉銘合演棟篤笑《國民跣底教育》。
曾志豪有一個紋身，紋身圖案是他已去世的飼養狗隻。
2019年，曾志豪進軍YouTube，與吳志森合辦時事評論頻道“志森與志豪”，雖然名義上是合辦頻道，但曾志豪是頻道最主要的營運人，不時上傳只有他一人主持的短片。其後此頻道已經更名為「志豪LiveShow」。
2021年7月11日，曾志豪在Facebook宣布他已離開香港，並定居臺灣。

### 被解僱事件
2021年6月18日，他主持電台節目《瘋Show快活人》後被上司約見，之後突然解僱。香港電台向外指出，他們希望藉第二台成立40周年之時「復刻」節目，因此撤換現任主持。
曾志豪指出，他主持的風格是不會迴避社會議題，會將社會事件以輕鬆形式告訴觀眾，並認為是因此而被解僱。同時，他亦批評港台解釋的理由可笑，認為「復刻」節目之際，主持節目達26年之久的貴花田同時被解僱是不合理的。香港浸會大學新聞系前助理教授杜耀明指出，曾志豪被解雇一事反映香港電台已失去批評、嘲笑政府及社會現象的功能，有損公共電台的可信性。不過前傳媒人現任顧問的原姿晴則認為，曾志豪既有在節目飆髒話的不良紀錄，其主持節目《頭條新聞》又被通訊事務管理局裁定違反「節目標準」，有關節目「污衊和侮辱警方、資料不準確」等，未確實遵循《香港電台約章》之「提供準確而持平的新聞報道、資訊、觀點及分析」、「增加市民對『一國兩制』其在香港實施情況的認識」及「提供讓市民了解社會和國家的節目，培養市民對公民及國民身分的認同感」，被解雇無問題。
其後，貴花田、曾志豪及王耀祖在YouTube開設「田豪祖3寶channel」繼續於網上直播節目。
2022年12月，香港政府兩次發表聲明，指曾志豪在明報撰寫的評論文章混淆視聽，並深表遺憾。12月30日，曾志豪在明報發表以「我的最後一篇《明報》稿」為題文章，表明將不再寫明報專欄文章。

## 個人生活
曾志豪已婚及育有二子。

## 爭議言論

### 天鴿啟示錄
- 2017年8月25日，颱風天鴿導致澳門十多人死亡。曾志豪撰文並刊登在蘋果日報副刊（天鴿啟示錄）[15]「天鴿飛到澳門，意外地讓香港人不再羡慕澳門人了。我們曾經為了澳門可以年年派錢眼紅妒忌，但一場風暴，叫人看到澳門官員應變緩慢的官僚作風，簡直可以和青嶼幹線雙向收費第一天搞到一鑊粥，互相輝映。停電斷水的落後淒涼，又令我們醒覺，澳門派的幾千元，其實是要你節哀順變不要傷心的帛金」。
- 有網民認同曾志豪的說法，指責澳門政府每年派錢卻不完善城市規劃及基建，甚至形容每年9000元是「掩口費（英语：Hush money）」和「肉金」。[16]

其後曾志豪在報章專欄撰文「和諧不能救災」，批評澳門政府拒絕部分香港記者入境，嘲諷當局「迷信和諧便能救災」。

### 直播節目中說粗口
2018年7月11日，曾志豪在直播節目《瘋show快活人》期間，爆粗講「X你老味」。港台機構傳訊及節目標準組總監伍曼儀證實事件，指經她了解後，當時曾志豪要播出另一條宣傳聲帶，但卻按錯掣，結果令「發忟憎」鬧自己的說話出了街。直至6時許，電台收到約三十多個有關投訴、不滿、給予意見及支持曾志豪的電話。電台跟進事件後，曾志豪由2018年7月12日開始被封咪11日至2018年7月23日。其《瘋show快活人》、《中女宅男殺很大》和《頭條新聞》的工作都會暫停。

## 外部連結
- 曾志豪字魚皇 新浪微博 （页面存档备份，存于）
- 曾志豪 爸媽講呢D （页面存档备份，存于）
- 田豪祖3寶channel （页面存档备份，存于）